# 孫繼祖
孫繼祖，中國清朝官員，本籍中國浙江。孫繼祖於1877年（光緒3年）接替孫壽銘，於台灣擔任台灣府台灣縣知縣。管轄約今台灣南部之嘉義縣、嘉義市、台南縣、市全境及高雄縣部份區域。該區域面積約為4500平方公里，也是清治時期台灣島之漢人集中地所在。
| 前任： 孫壽銘 | 台灣府台灣縣知縣 1877年上任 | 繼任： 潘慶辰 |